# Modig
Modig (på engelsk kendt som Brave og tidligere under arbejdstitlen The Bear and the Bow) er en amerikansk 3D-animeret fantasy/eventyrfilm, som er produceret af Pixar og distribueres af Walt Disney Pictures. Filmen er skrevet af Brenda Chapman og Irene Mecchi, og instrueret Mark Andrews, som overtog efter Chapman.

## Medvirkende
| Rolle              | Engelsk                      | Dansk                 |
| ------------------ | ---------------------------- | --------------------- |
| Prinsesse Merida   | Kelly Macdonald              | Julie Zangenberg      |
| Kong Fergus        | Billy Connolly               | Dick Kaysø            |
| Dronning Elinor    | Emma Thompson                | Nastja Arcel          |
| Heksen             | Julie Walters                | Susanne Breuning      |
| Lord Dingwall      | Robbie Coltrane              | Morten Grunwald       |
| Lord MacGuffin     | Kevin McKidd                 | Jens Jørn Spottag     |
| Lord Macintosh     | Craig Ferguson               | Martin Brygmann       |
| Maudie             | Sally Kinghorn Eilidh Fraser | Sonja Oppenhagen      |
| Lord MacGuffin Jr. | Kevin McKidd                 | Thomas Warberg        |
| Lord Macintosh Jr. | Steven Cree                  | Simon Talbot          |
| Kragen             | Steve Purcell                | Gordon Kennedy        |
| Bette Dingwall     | Callum O'Neill               | Mikkel Boe Følsgaard  |
| Martin             | Patrick Doyle                | Thomas Corneliussen   |
| Gordon             | John Ratzenberger            | Lasse Lunderskov      |
| Solist             | Julie Fowlis                 | Guðrun Sólja Jacobsen |

## Produktion
Tekst mangler, hjælp os med at skrive teksten

## Modtagelse
Tekst mangler, hjælp os med at skrive teksten